# 境警察署 (群馬県)
境警察署（さかいけいさつしょ）は、かつて存在した群馬県警察の警察署。2011年（平成23年）3月16日の組織変更にともない伊勢崎警察署境分庁舎（いせさきけいさつしょさかいぶんちょうしゃ）となった。署長は警視であった。
管轄区域であった佐波郡境町が2005年（平成17年）1月1日、市町村合併により伊勢崎市となった。

## 所在地
- 群馬県伊勢崎市境美原15-5

## 管轄区域
- 群馬県伊勢崎市境地区（旧：佐波郡境町）
  - 境地区：境、境東、境萩原、境美原、境百々、境百々東、境中島、境西今井、境上矢島、境伊与久、境木島、境上渕名、境下渕名、境東新井、境保泉、境保泉1丁目、境上武士、境下武士、境小此木、境島村、境平塚、境新栄、境米岡、境栄、境女塚、境三ツ木

## 沿革
- 2011年（平成23年）3月16日 - 伊勢崎警察署に統合

## 交番
なし

## 駐在所
- 下武士駐在所
- 伊与久駐在所
- 下渕名駐在所
- 平塚駐在所

座標: 北緯36度16分48.1秒 東経139度15分43.8秒 / 北緯36.280028度 東経139.262167度